# Benbowia dudgeoni
Benbowia dudgeoni är en fjärilsart som beskrevs av Sergius G. Kiriakoff 1967. Benbowia dudgeoni ingår i släktet Benbowia och familjen tandspinnare. Inga underarter finns listade i Catalogue of Life.